# Bregenz
Bregenz este capitala statului federal austriac Vorarlberg, fiind situată la lacul Constanța.

## Istorie
Bregenz a fost întemeiat cu circa 400 de ani î.Hr. de către celți. Strabon ne spune că numele său era Brigantion. Romanii au cucerit Brigantionul în anul 15 î.Hr.

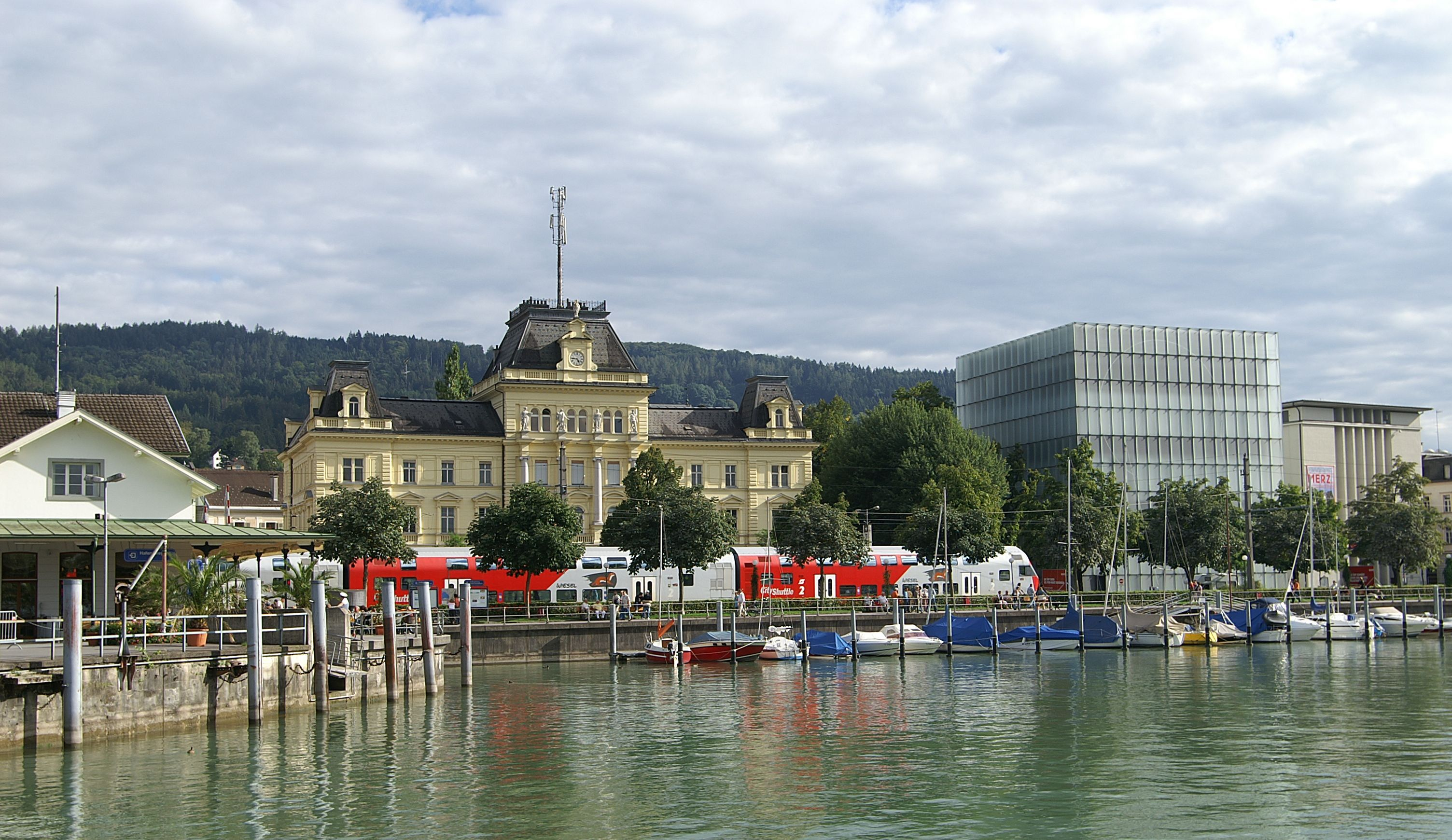
Bregenz (portul)

## Geografie
Bregenz este situat la o altitudine medie de 400 m, între lacul Constanța și Muntele Pfänder. Cetatea numără o populație de 27.097 locuitori (în 1981: 24.561) și se întinde pe o suprafață de 29,51 km2.